# USS Hawaii (CB-3)
O USS Hawaii foi um cruzador de batalha planejado pela Marinha dos Estados Unidos e a terceira embarcação da Classe Alaska, depois do USS Alaska e USS Guam, e seguido pelo Philippines, Puerto Rico e Samoa. Sua construção começou em dezembro de 1943 nos estaleiros da New York Shipbuilding e foi lançado ao mar em novembro de 1945, porém ele foi cancelado incompleto em 1947. Pela década seguinte houve várias propostas para convertê-lo em um porta-aviões, um cruzador de mísseis guiados ou navio de comando, mas nenhuma foi levada adiante e ele foi desmontado em 1960.

## Características

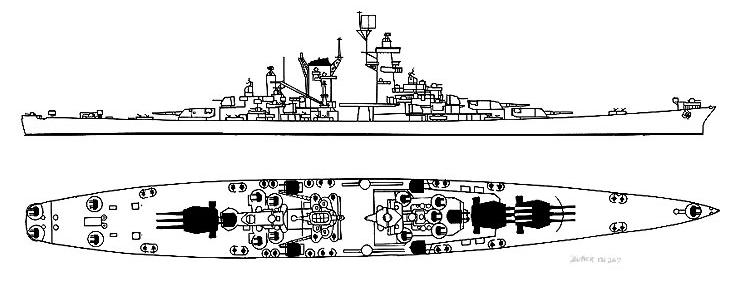
Desenho da Classe Alaska

O Hawaii tinha 246,43 metros de comprimento de fora a fora, uma boca de 27,76 metros e um calado de 9,7 metros. Seu deslocamento projetado seria de 30 257 toneladas, enquanto o deslocamento carregado seria de 34 803 toneladas. Seu sistema de propulsão consistiria em oito caldeiras Babcock & Wilcox de tubos d'água que alimentariam quatro conjuntos de turbinas a vapor General Electric, cada uma girando uma hélice. A potência indicada seria de 150 mil cavalos-vapor (110 mil quilowatts), proporcionando uma velocidade máxima de 33 nós (61 quilômetros por hora). Sua autonomia seria de doze mil milhas náuticas (22 mil quilômetros) a quinze nós (28 quilômetros por hora). Seria equipado com duas catapultas de aeronaves à meia-nau, operando quatro hidroaviões Vought OS2U Kingfisher. Sua tripulação teria 1 517 oficiais e marinheiros.
O armamento principal consistiria em nove canhões Marco 8 calibre 50 de 305 milímetros montados em três torres de artilharia triplas, duas sobrepostas à vante e uma à ré. A bateria secundária seria de doze canhões de duplo propósito Marco 28 calibre 38 de 127 milímetros em seis torres de artilharia duplas, duas na linha central sobrepostas às torres principais, à vante e à ré, mais duas em cada lateral da superestrutura. A bateria antiaérea leve teria 56 canhões Bofors de 40 milímetros em montagens quádruplas e 34 canhões Oerlikon 20 de milímetros em montagens únicas. O cinturão principal de blindagem teria 229 milímetros de espessura na parte central do casco, onde protegia as salas de máquinas e depósitos de munição, afinando-se para 127 milímetros em cada extremidade. O convés principal teria 97 a 102 milímetros, enquanto a torre de comando teria laterais de 270 milímetros. As torres de artilharia principais teriam frentes de 325 milímetros, tetos de 130 milímetros, laterais de 133 a 152 milímetros e traseira de 133 milímetros.

## Construção
As construções dos quatro últimos membros da Classe Alaska foram suspensas em maio de 1942, antes mesmo de começarem. Isto liberou materiais e instalações para a construção de embarcações que poderiam ser completadas mais rapidamente para uso na Segunda Guerra Mundial. Mais de quatro mil toneladas de aço que estavam destinadas ao Hawaii foram desviadas em julho para outros navios. Entretanto, o Hawaii foi colocado de volta na fila de construção em 25 de maio de 1943. Seu batimento de quilha ocorreu em 20 de dezembro de 1943 nos estaleiros da New York Shipbuilding Corporation em Camden, Nova Jérsei, sendo lançado ao mar em 3 de novembro de 1945. Foi batizado por Elizabeth P. Farrington, esposa de Joseph R. Farrington, o delegado do Território do Havaí na Câmara dos Representantes dos Estados Unidos. Pouco trabalho foi feito no navio depois disso e a construção acabou paralisada em fevereiro ou abril de 1947, resultado das reduções de gastos após o fim da guerra. Foi estimado que o Hawaii estava na época 82,4 por cento completo. As torres de artilharia da bateria principal tinham sido instaladas e a superestrutura estava quase completa, porém as torres foram removidas quando a embarcação foi colocada na frota de reserva no Estaleiro Naval da Filadélfia. O Hawaii foi removido do registro naval em 9 de junho de 1958, sendo vendido em 15 de abril de 1959 para a Boston Metals Company. Foi rebocado para Baltimore, onde chegou em 6 de janeiro de 1960, sendo então desmontado.

## Propostas de conversão
O Hawaii foi considerado em setembro de 1946 para conversão em uma plataforma de testes de mísseis guiados. Designado CB(SW), seu armamento passaria a ser de dezesseis canhões Marco 26 calibre 70 de 76 milímetros em oito montagens duplas. A maioria dos mísseis ficariam na proa, enquanto dois "fossos lançadores de mísseis" ficaram localizados próximos da popa. Nenhuma blindagem seria necessária e aquela que já tinha sido instalada seria removida. Este plano nunca foi levado adiante e acabou cancelado. Um plano parecido de conversão foi proposto dois anos depois. Designado SCB 26A, ele converteria o Hawaii em um navio de mísseis guiados balísticos. Ele receberia doze lançadores verticais de mísseis balísticos de curto alcance V-2 fabricados nos Estados Unidos e seis lançadores para mísseis de cruzeiro SSM-N-2 Triton.
O Hawaii também foi considerado para conversão em um porta-aviões sob o projeto SCB 26, em que um guindaste de aeronaves e duas catapultas seriam adicionadas na popa. A conversão seria visualmente semelhante ao projeto dos porta-aviões alemães da Classe Graf Zeppelin. O navio também seria capaz de lançar mísseis de cruzeiro JB-2 Loon a partir de uma catapulta hidráulica que seria instalada no convés de voo de vante. A conversão foi autorizada em 1948 e estava programada para ser finalizada em 1950, com seu número de registro sendo alterada para CBG-3 a fim de refletir as reformas. Entretanto, o projeto foi cancelado em 1949 junto com outros planos para navios de superfície armados com mísseis de cruzeiro, pois os combustíveis de foguete eram muito voláteis e os sistemas de orientação disponíveis na época não eram avançados o bastante.
Outro projeto foi contemplado em agosto de 1951, desta vez para um "navio de comando grande", chamado SCB 83. Seria semelhante ao USS Northampton, com espaços grandes para almirantes e suas equipes e sistemas de comunicação e radares para comandar forças tarefas de porta-aviões, porém não existiriam instalações para operações anfíbias. O armamento seria de dezesseis canhões Marco 45 calibre 54 de 127 milímetros em torres de artilharia únicas, pois o canhão calibre 50 de 76 milímetros foi considerado muito pequeno. Os planos foram autorizados e seu registro alterado em 26 de fevereiro de 1952 para CBC-1. Dinheiro para o projeto foi incluído no orçamento de 1952, mas o único trabalho feito foi a remoção das torres de artilharia principais. Entretanto, o projeto foi cancelado em 1953 quando foi percebido que um navio menor, o porta-aviões rápido USS Wright, poderia realizar a mesma função. O número de registro original de CB-3 foi restaurado em 9 de setembro de 1954.